# Izmet
Izmet ili stolica  naziv je za proizvod probavnog sustava, koji se izbacuje kroz anus za vrijeme obavljanja nužde. Kod ljudi to se može događati svaka dva do tri dana pa do nekoliko puta dnevno. Otvrdnjavanje izmeta može prouzrokovati poremećaj ciklusa izbacivanja koji se zove konstipacija.
Neugodan miris dolazi zbog bakteriološkog djelovanja. Bakterije proizvode spojeve poput indola, skatola i sulfata, također i plin vodikov sulfid.

## Koprofagija
Koprofagija je hranjenje nekih životinja svojim i tuđim izmetom. Kunići i zamorci, da bi probavili hranu, ovisni su o bakterijama, te na taj način "izvuku" vitamine iz hrane. Upravo zbog toga proizvode izmet - caecotrophes, mekane konzistencije, koji je bogat vitamonom B i bakterijama koje nastanjuju fiziološku floru u probavnom sustavu. Takav izmet zamorac ponovo probavlja. 
Također kada je u pitanju pas smatra se da na taj način pokušava zadobiti vlasnikovu pažnju, što se naročito odnosi na pse koji puno vremena provode sami, posebno ako je to novonastala situacija (npr. ako do sada pas nije gotovo nikada bio sam kod kuće, a zbog novih okolnosti u posljednje vrijeme je učestalo sam i sl.). 

## Uporaba izmeta
Životinjski izmet se uglavnom koristi kao gnojivo za oranice.
Izmet bi se iskoristio za proizvodnju metana ili vodika koji bi se dalje moglo uporabiti za punjenje gorivih ćelija, pogon mikroturbina ili motora s unutarnjim izgaranjem. Izmet domaćih životinja, posebno krava, već se godinama koristi kao izvor energije na američkim farmama, ali još nitko to nije pokušao iskoristiti u zoološkim vrtovima.

### U narodnoj medicini
Prema starom vjerovanju ekskrementi su imali magično i blagotvorno djelovanje na pojedine bolesti i korišteni su u narodnoj medicini: svinjski se izmet koristio protiv sifilisa i za ublažavanje boli izazvane ubodom stršljena ili pčele; topli izmet guske upotrebljavao se za liječenje veneričnih bolesti, a slučajno nađeni bijeli pasji izmet navodno je bio izvanredno sredstvo za liječenje oteklina. I vrapčji izmet imao je blagotvorno djelovanje ako bi se koristio protiv zubobolje ili protiv kolika, bolesti sv. Vida.
Također u nekim djelovima Afrike vlada krivo vjerovanje da slonov izmet postavljen u ljudsku vaginu može poslužiti kao kontracepcijsko djelovanje.

## Izmet u popularnoj kulturi
U američkoj animiroj seriji South Park se pojavljuje lik Mr. Hankey the Christmas poo koji je ljudski izmet koji govori i druži se s ljudskom djecom, uglavnom oko Božića. U jednoj epizodi se vidi njegova žena i djeca koji su također izmeti.
U završnoj sceni filma Pink Flamingos glavni glumac Harris Glenn Milstead žvače pravi pseći izmet.
Australski film "Pobješnjeli Max 4" prikazuje jedno futurističko društvo kojima je glavni izvor energije svinjski izmet.